# Клодет Кольбер
Клоде́т Кольбе́р (фр. Claudette Colbert, при народженні Емілі Клодет Шошуан, фр. Émilie Claudette Chauchoin; 13 вересня 1903 — 30 липня 1996) — американська акторка кіно, театру й телебачення, лауреатка премії «Оскар».
Клодет Кольбер народилася у місті Сан-Манде (Франція). 1906 року переїхала з батьками до Нью-Йорку, де й виросла. Вона почала кар'єру на Бродвеї у 1920-х і потім перейшла у кіно, підписавши контракт із кінокомпанією Paramount Pictures. Кольбер зробила дуже успішну кінокар'єру. Її визнала критика за її універсальність, а найбільшого успіху вона досягла у жанрі ексцентричної комедії. За роль у кінокомедії «Це сталося якось вночі» (1935) вона отримала свій єдиний «Оскар» і також її номінували на цю премію за драматичні ролі у фільмах «Приватні світи» (1935) і «Після того, як ти пішов» (1944).
У 1950-х її кар'єра пішла на спад. У 1961 Кольбер знялася в останньому фільмі і надалі виступала у театрі, іноді на телебаченні. Загалом кар'єра Кольбер тривала 60 років. Вона померла у 92-річному віці своєму будинку на Барбадосі після кількох інсультів.
Окрім «Оскара», Кольбер відзначена премією товариства Сари Сіддонс у 1980, «Золотим глобусом» як найкраща акторка другого плану в телесеріалі, деякими почесними преміями. 1999 року Американський інститут кіномистецтва помістив її на 12 місце у своєму рейтингу 100 найбільших кінозірок століття.

## Вибрана фільмографія
- 1929 — Леді бреше / The Lady Lies
- 1931 — Усміхнений лейтенант / The Smiling Lieutenant — Франзі
- 1932 — Хресне знамення / The Sign of the Cross — Поппея
- 1933 — Я покрию берегову лінію / Cover the Waterfront — Джулія Кірк
- 1933 — Сентиментальна співачка / Torch Singer — Селлі Трент / Мімі Бенсон
- 1934 — Це сталося якось вночі / It Happened One Night — Еллі Ендрюс
- 1934 — Імітація життя / Imitation of Life — Беатрис «Бі» Пуллман
- 1934 — Клеопатра / Cleopatra — Клеопатра
- 1939 — Цей чудовий світ / It's a Wonderful World — Едвіна Кордей
- 1940 — Воскресни, кохання моє / Arise, My Love